# مضر (الرقة)
مضر قرية سورية تتبع ناحية الكرامة في منطقة مركز الرقة في محافظة الرقة. بلغ عدد سكانها 1636 نسمة في عام 2004 حسب إحصاء المكتب المركزي للإحصاء.